# Puerto de La Magdalena (Cantabria)
El puerto de la Magdalena es un paso de montaña de la cordillera Cantábrica en el norte de España, entre los municipios de Merindad de Valdeporres (provincia de Burgos) y San Pedro del Romeral (Cantabria).

## Descripción
Las localidades más cercanas comunicadas por este puerto son la burgalesa de Cabañas de Virtus, a 4,2 km, y la cántabra de Resconorio, a 12 km. Alcanza la divisoria de aguas norte - sur a 976 m s. n. m., punto que coincide con el límite entre la provincia de Burgos y Cantabria, y llega a su máxima cota (995 m s. n. m.) a kilómetro  de dicha divisoria, en la vertiente cántabra. En este tramo, la carretera CA-633 forma un arco siguiendo la cuenca que da origen al río Magdalena. Desde su mayor altura, la carretera va descendiendo suavemente (0,45 %) hacia el norte, hasta llegar al puerto de la Matanela, a 12 km.